# 韋代亞鄉 (阿爾傑什縣)
44°45′58″N 24°38′24″E / 44.7662°N 24.6401°E
韋代亞鄉（羅馬尼亞語：Comuna Vedea, Argeș），是羅馬尼亞的鄉份，位於該國中南部，由阿爾傑什縣負責管轄，海拔高度344米，2007年該鄉份人口3,969，超過九成居民信奉東正教。